# Vytsjegda

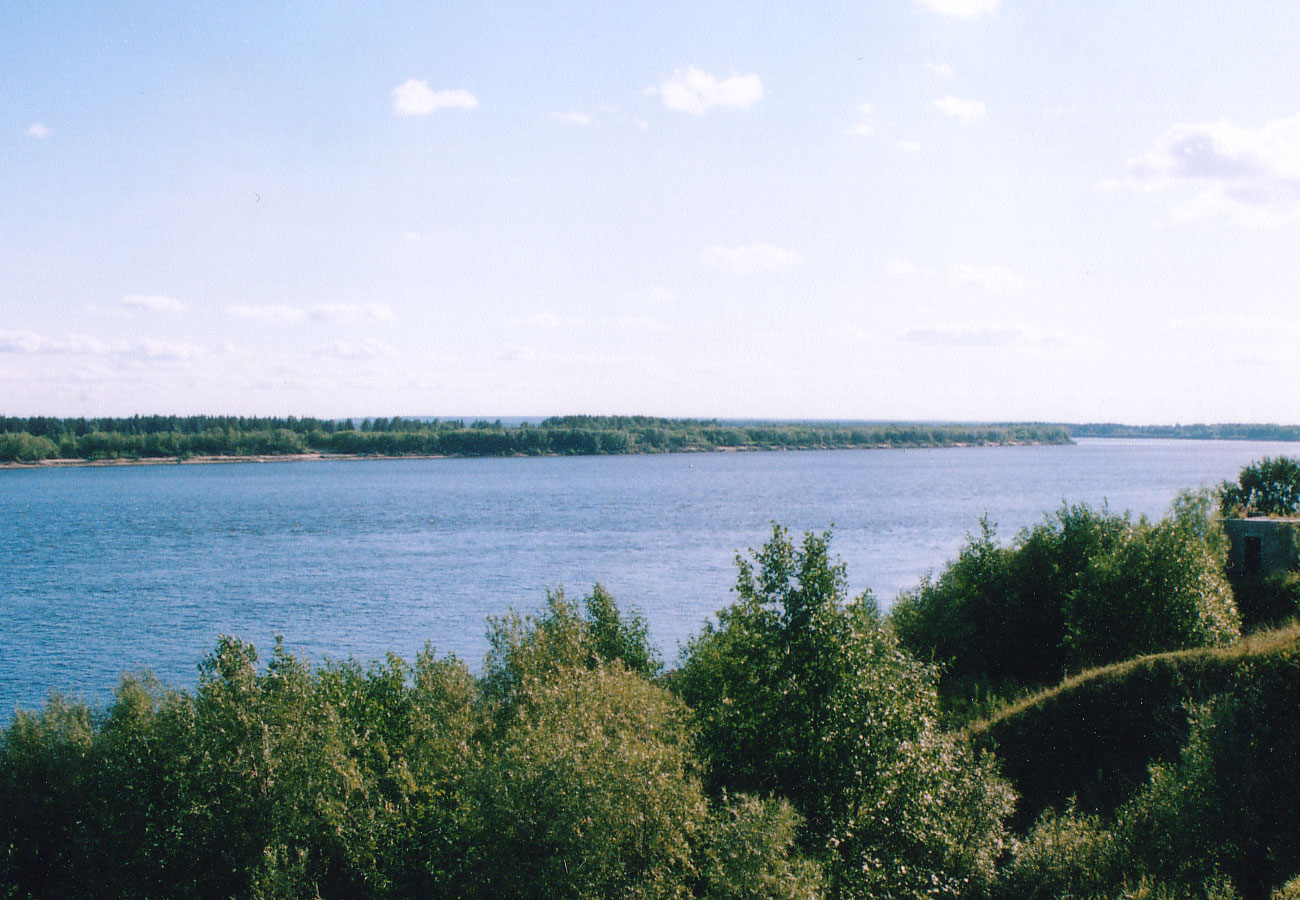
De Vytsjegda bij het dorp Irta

De Vytsjegda (Russisch: Вычегда, Zurjeens: Ezjva) is een rivier in het noordoosten van Europees Rusland en de grootste zijrivier van de Noordelijke Dvina. De rivier is 1130 kilometer lang, waarvan er zo'n 800 bevaarbaar zijn.
De rivier ontspringt in het zuiden van de republiek Komi, die voor ongeveer de helft door de Vytsjegda en zijrivieren wordt afgewaterd. De heuvelrug Timan vormt de waterscheiding met de Petsjora.
De rivier stroomt in westelijke richting en neemt bij de Komi-hoofdstad Syktyvkar de Sysola op (van links) en wat noordelijker de Vym (van rechts): deze beide rivieren zijn de grootste zijrivieren van de Vytsjegda. De monding ligt bij Solvytsjegodsk nabij de stad Kotlas in het zuidoosten van de oblast Archangelsk. De Noordelijke Dvina wordt door de watertoevoer van de Vytsjegda twee keer zo waterrijk.
De Vytsjegda, en daarmee ook de Noordelijke Dvina, werd tussen 1795 en 1807 kunstmatig verbonden met het stroomgebied van de Wolga door middel van de aanleg van het Noordelijk-Catharinakanaal. Hierdoor konden goederen uit het Oeralgebied naar Europa worden verscheept. Dit kanaal liep van de Noordelijke Keltma, een zijrivier van de Vytsjegda, naar de Zuidelijke Keltma, een zijrivier van de Kama.
Bij Syktyvkar en bij Malaja Koezjba bevinden zich waterkrachtcentrales.
- Gemeinsame Normdatei: 4229903-2
- Nationale Bibliotheek van Tsjechië: ge651667
- Virtual International Authority File: 315138140